# 大阪トラベルサービス
大阪トラベルサービス株式会社（おおさかトラベルサービス）は、かつて大阪府大阪市において第3種旅行業を営業していた日本通運（日通旅行）を100%資本とする旅行会社。かつての旅行業登録番号は大阪府知事登録旅行業第3種第1766号。2008年2月1日をもって東京に本社を置く同じ日本通運 親会社とする姉妹会社であるエヌ・ティー・エスに吸収合併された。

## 所在地
- 本社事務所：大阪市中央区瓦町4-5-9

（現在はエヌ・ティー・エス西日本支社）

## 旅行業
一般個人向けでなく業者向け旅行業を中心に行っていた。
主に中小旅行業者に航空会社から座席を仕入れ、国際航空券を発行し供給していた。
国際航空券は日通旅行の発券であった。

## 合併の背景
親会社である、日通旅行（日本通運旅行事業部）の大幅縮小により、子会社3社の東京のNTS、名古屋のNNTと大阪の同社が独立運営が厳しくなったためである。2008年2月1日に3社統合。
- エヌ・ティー・エス
- エヌエヌティー